# Jan Nikolajewitsch Spielrein

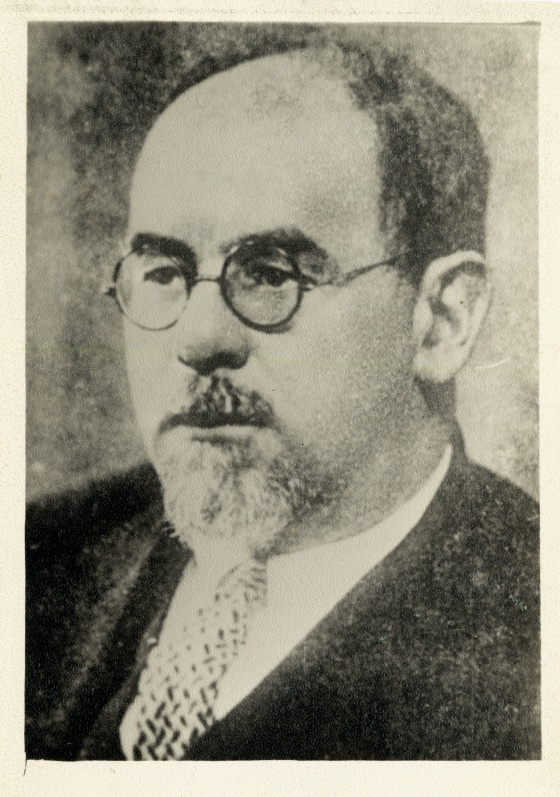
Jan Nikolajewitsch Spielrein

Jan Nikolajewitsch Spielrein, ursprünglich Jakow Naftulowitsch Spielrein, russisch Ян Николаевич Шпильрейн, первоначально Яков Нафтулович Шпильрейн (* 14. Junijul. / 26. Juni 1887greg. in Rostow am Don; † 21. Januar 1938 in Kommunarka) war ein russischer Mathematiker und Hochschullehrer.

## Leben
Spielreins Vater war der vermögende russisch-jüdische Kaufmanns (I. Gilde) Nikolai Arkadjewitsch Spielrein (ursprünglich Naftuli Moischewitsch Spielrein, 1856–1938) aus Warschau, der sich 1883 in Rostow am Don niederließ und Rinderfuttermittel herstellte und vertrieb. Spielreins Mutter war Eva Markowna geb. Ljublinskaja (1863–1922), Zahnärztin und Tochter eines chassidischen Rabbiners. 1890–1894 lebte die Familie wieder in Warschau, kehrte dann aber nach Rostow am Don zurück und bezog 1897 das für sie gebaute und erhalten gebliebene dreistöckige Haus (jetzt Puschkinstr. 83). Mit seiner Schwester Sabina besuchte Spielrein die Musikschule (Klavierklasse) bei der dortigen Abteilung der Russischen Musikgesellschaft.
Spielrein studierte an der Universität von Paris bis 1907 und dann an der Polytechnischen Hochschule Karlsruhe mit Abschluss 1911. Darauf wurde er Assistent an der Universität Stuttgart und fertigte bei Fritz Emde seine Dissertation an. 1916 erschien sein Lehrbuch der Vektorrechnung nach den Bedürfnissen in der technischen Mechanik und Elektrizitätslehre. Während des Ersten Weltkrieges war er als feindlicher Ausländer interniert. In der zweiten Jahreshälfte 1918 kehrte er nach Russland zurück und lehrte am Krasnodarer Polytechnischen Institut. 1920–1921 arbeitete er in Moskau im Verlag Büro für ausländische Wissenschaft und Technik (BINT), der die ins Russische übersetzte Hütte herausgab.
1921 wurde Spielrein Professor (und später Dekan) der Elektrotechnik-Fakultät der Moskauer Technischen Hochschule (MWTU). Daneben arbeitete er in der Technik-Abteilung des Obersten Rats für Volkswirtschaft. Später war er auch Berater in der GlawElektro-Verwaltung des Volkskommissariats für Schwerindustrie, wissenschaftlicher Leiter des Moskauer Instituts für Metrologie (Amt für Maße und Gewichte), Vorsitzender der Moskauer Abteilung des Zentralen Elektrotechnik-Rats für den GoElRo-Plan und Mitglied der Qualifizierungskommission des Volkskommissariats für Schwerindustrie und der Kommission für die Verleihung der akademischen Grade (WAK).
1930 gründete Spielrein zusammen mit Karl Krug ausgehend von der MWTU und dem Institut für Volkswirtschaft das Moskauer Energetische Institut. Dort leitete er bis zu seinem Tode den Lehrstuhl für Höhere Mathematik und war Dekan der Allgemeinen und Elektrotechnischen Fakultät. Er gab die Fachzeitschriften für Studenten PhysEN und Probleme der Elektrophysik heraus. 1933 wurde er Korrespondierendes Mitglied der Akademie der Wissenschaften der UdSSR. 1934 wurde er zum Doktor der technischen Wissenschaften promoviert. 1935 wurde er zusätzlich Professor an der Selinski-Universität für Physik, Chemie und Energetik bei der Allrussischen Ingenieursgesellschaft der Energetiker in Moskau.
Spielrein verfasste Arbeiten zur Anwendung insbesondere der Vektorrechnung und Tensoranalysis auf die Elektrotechnik, Wärmetechnik und Elektronik, teilweise auf Deutsch. Als einer der ersten fügte er die Vektordarstellung in den Kurs der Theoretischen Mechanik ein, und er erstellte das erste Handbuch der speziellen Funktionen für Ingenieursberechnungen in der Sowjetunion. Auch übersetzte er viele deutsche Bücher ins Russische.
Spielrein wurde am 10. September 1937 verhaftet und am 21. Januar 1938 vom Obersten Militärgericht der UdSSR wegen Zugehörigkeit zu einer demokratischen Partei zum Tode verurteilt. Noch am gleichen Tage wurde er erschossen. Am 4. Februar 1956 wurde er rehabilitiert.
Spielrein war seit 1910 verheiratet mit der Chemikerin Silvija Borissowna geb. Cécile Ryss, deren Vater mit seinen Brüdern eine Mehlproduktionsgesellschaft in Rostow am Don führte und Ältester der dortigen Synagoge war und deren Schwester Sofja Borissowna Ryss 1912 Karl Liebknecht heiratete. Spielreins Tochter Marjana Janowna Spielrein wurde nach Studium am Lunatscharski-Technikum Tänzerin und heiratete 1935 den Luftbildfotografen Jewgeni Maisel, Sohn des Physikers Sergei Maisel. Spielreins Brüder, der Psychotechniker und Linguist Isaak Naftulowitsch Spielrein und der Biologe Emil Nikolajewitsch Spielrain, wurden auch während der Stalinschen Säuberungen erschossen. Spielreins ältere Schwester Sabina Spielrein wurde während des Deutsch-Sowjetischen Krieges während der zweiten Besetzung Rostows am Don durch die Wehrmacht als Jüdin mit ihren Töchtern erschossen. Spielreins Neffe Ewald Emiljewitsch Spielrain wurde Physiker.